# یان کیرشهوف
یان کیرشهوف (آلمانی: Jan Kirchhoff، تلفظ آلمانی: [ˈjanˈˈkɐ̯.tʃo:f]، زاده اکتبر ۱۹۹۰) بازیکن فوتبال اهل آلمان است.
وی سابقه عضویت در تیم‌های ماینتس، شالکه ۰۴ و بایرن مونیخ را در کارنامه دارد.